# György Károly
György Károly (Károly György, Budapest, 31 d'agost de 1953 – Szigetszentmiklós, 26 d'octubre de 2018) va ser un poeta i escriptor hongarès.
Károly va néixer com a fill únic del György Károly sènior (1924–2003) i de la Ilona Szabó (1928–2014). El seu pare era un carnisser i la seva mare era una sastre. Va passar la seva vida primerenca en Szigetszentmiklós on va acabar els seus anys d'escola primària. Va acabar l'escola secundària a Budapest i en aquesta mateixa ciutat els seus estudis de geólogico.
Ell es va començar a escriure en la dècada de 1970. Els seus primers poemes comencen a publicar-se en Élet és Irodalom (“Vida i literatura”). Va ser poètic silenciós en els anys vuitanta. En els anys noranta Károly va començar a escriure de nou.

### Llibres
- Károly György: Folyamatos május (Poemes, edició privada, Budapest 1999)
- Károly György – Péter Péter: Dunakanyaró (Poemes, edició privada, Vác 2005)

### Antologies
- Téli tárlat ’98 (Madách Imre Művelődési Központ, Vác 1998, 96 pàgines)
- Gondolattánc (Svájci-Magyar Kiadói Kft., Budapest 2000, 270 pàgines) ISBN 963-9032-96-4
- Szótól szóig (Alterra Svájci-Magyar Kiadó Kft., Budapest 2002, 340 pàgines) ISBN 963-9324-26-4
- A Dunakanyar költészete 2005 (Kucsák Könyvkötészet és Nyomda, Vác 2005, 199 pàgines) ISBN 963-218-048-8
- Ezer magyar haiku (Napkút Kiadó, Budapest 2010, 332 pàgines) ISBN 978-963-263-129-5

### Revistes literàries
- A Céh
- Árgus
- Bárka
- Béta magazin (β)
- C.E.T – Central European Time
- Duna-part
- Élet és Irodalom
- Havi Magyar fórum
- Hírnök
- Holmi
- Igazunk
- Madách Rádió
- Magyar Élet (Nova Zelanda)
- Magyar Demokrata
- Magyar Fórum
- Magyar Napló
- Magyar Világ
- Mozgó Világ
- Műhely
- Napút
- Pannon Tükör
- Parnasszus
- Petőfi Rádió
- Új Pest megyei Hírlap
- Somogy
- Törökfürdő
- Új Hagyomány
- Váci Napló
- Váci Polgár

## Vida personal
Károly va estar casat amb Annamária Szklenkay (nascut 1958), amb qui va tenir cinc fills. Van viure en Vác per a vint anys, i en Pilis per a tres anys abans d'emotius a Szigetszentmiklós. Károly va morir d'un tumor de cervell el 26 d'octubre de 2018.